# プロイセン東線
プロイセン東線 （プロイセンひがしせん、ドイツ語: Preußische Ostbahn）とは、ドイツ連邦共和国の首都ベルリンのベルリン東駅からポーランド共和国のグダニスクおよびロシア連邦のカリーニングラードを経てリトアニアとの国境地帯のチェルニシェフスコエに至る鉄道路線である。

## 概要
かつてのドイツ帝国の首都ベルリンからロシア帝国との国境であったチェルニシェフスコエ（アイトクーネン）まで延びる全長742.3kmの路線である。最初の区間は1851年に開業し、本線は1871年に全線開通した。
プロイセン東線の本線は現在ドイツ、ポーランド、ロシアの鉄道会社がそれぞれ運営して、合わせて六つの路線に分割されている。
- ドイツ: ベルリン - コストシン線
- ポーランド: コストシン - トチェフ線、トチェフ - マルボルク区間、マルボルク - ブラニエヴォ線
- ロシア: マモノヴォ - カリーニングラード線、カリーニングラード - チェルニシェヴスコイェ線

## 歴史
1840年以降プロイセン軍はロシア帝国との国境地帯への鉄道の必要性を主張していた。民間では関心が低かったことから、1845年にフリードリヒ・ヴィルヘルム4世が直接建設の指示を出すに至った。当初は東プロイセン州議会の反対などがあったが、三月革命後の1849年に建設開始が決定された。
1851年7月27日にプロイセン東線で最初の区間としてシュナイデミュール（現：ピワ） - ブロンベルク（現：ブィドゴシュチュ）駅間145kmが開業した。続いて1852年8月6日にはディルシャウ（現：トチェフ）経由でダンツィヒ（現：グダニスク）に至る区間が開業した。この当時はクロイツ（現：クシシュ・ヴィエルコポルスキ） - ベルリン間をベルリン-シュテッティン線およびシュタルガルト（現：スタルガルト）-ポーゼン（現：ポズナン）線経由で運行していた。
1852年10月19日にはマリエンブルク（現：マルボルク）からエルビング（現：エルブロンク）経由でブラウンスベルク（現：ブラニェヴォ）に至る区間が、1853年8月2日にはケーニヒスベルク（現：カリーニングラード）までの区間が開業した。ノガト川とヴィスワ川を渡る橋梁部分は1857年に完成し、ディルシャウ - マリエンブルク間が開業した。時を同じくしてキュストリン - フランクフルト間を結ぶ短絡線とキュストリンからランツベルク・アン・デア・ヴァルテ（現：ゴジュフ・ヴィエルコポルスキ）経由でクロイツに至る路線が開業した。ベルリンへはニーダーシュレージッシュ-メルキッシュ線（NME）経由で結ばれるようになり距離が短縮された。NMEは1852年に国有化されプロイセン邦有鉄道に編入された。
1866年10月1日にはキュストリン - グーゾウ間が、翌1867年10月1日にはグーゾウからシュトラウスベルク経由でベルリン東駅に至る区間が開業してベルリン - キュストリン間が更に短縮された。
1860年6月6日にはケーニヒスベルクからグンビンネン（現：グセフ）およびシュタルペーネン（現：ネステロフ）経由でインステルブルク（現：チェルニャホフスク）に至る区間が、同年8月15日には国境手前のアイトクーネン（現：チェルニシェフスコエ）までの区間が開業した。乗り換えはこの駅で行われ、ロシア帝国側にはヴェルジュボロヴォ（ヴィルバリス）に国境駅としてキーバルタイ駅が設置された。後に標準軌から広軌への台車交換も行われるようになった。1871年にはシュナイデミュール - コーニッツ（現：ホイニツェ） - ディルシャウ間にブロンベルクを回避するルートで短絡線が建設され、本線が全線開通した。この区間の開業後に既に複線化されていたベルリン - キュストリン間にに加え、キュストリン以東の複線化工事が開始された。1882年にはシュレージエン駅（現在のベルリン東駅）が現在地に移転した。
プロイセン東線はヨーロッパ屈指の長距離路線であり、東西方向を結ぶ重要幹線の一つであった。第一次世界大戦前は北急行なども運行されており黄金時代であった。1895年時点で1日7往復の長距離貨物列車と同15往復の長距離旅客列車が運行されていた。1892年には長距離急行列車（D-Züge）の運行が開始された。

### 第一次世界大戦後
第一次世界大戦後にプロイセン邦有鉄道はドイツ国営鉄道に再編された。ヴェルサイユ条約によってポーランド回廊が生じた。これによって自由都市ダンツィヒおよび東プロイセンがドイツ本土から切り離され東プロイセンは飛び地となった。プロイセン東部線は東プロイセンとドイツ本土の間を回廊列車で結ぶ役割を果たし続けた。こうした戦間期における領土および鉄道のあり方が後のナチス・ドイツの台頭の一因にもなった。
1939年夏には1日4往復の急行列車、12往復のD-Zügeおよび1往復の長距離回廊列車（ベルリン - ケーニヒスベルク）が運行されていた。ケーニヒスベルクからベルリンまでの590kmを6時間36分で結んだ。
第二次世界大戦末期の1945年1月22日にケーニヒスベルクからベルリンへの列車が運行されたのを最後に列車の運行は不可能になった。

## 現況
東西ドイツ統一後の1991年から「東線（ドイツ語: Ostbahn）」 の名称が再び用いられるようになった。
オーデル・ナイセ線は第二次世界大戦におけるドイツの敗北によって制定されたものであり、プロイセン東線のうちドイツ領として残った区間はベルリンからキュストリン・キーツ駅の少し東のオーデル川までとなった。ポーランドおよびロシア領となった区間の大部分は単線の支線として用いられている。チェルニシェフスコエ駅をはじめ、かつての国境駅の役割は極めて小さなものになった。最近では国際長距離列車は2009年まで運行されていたD-448/449列車（ベルリン - ワルシャワ）がピワまで当線を走行したのみである。  

### ドイツ

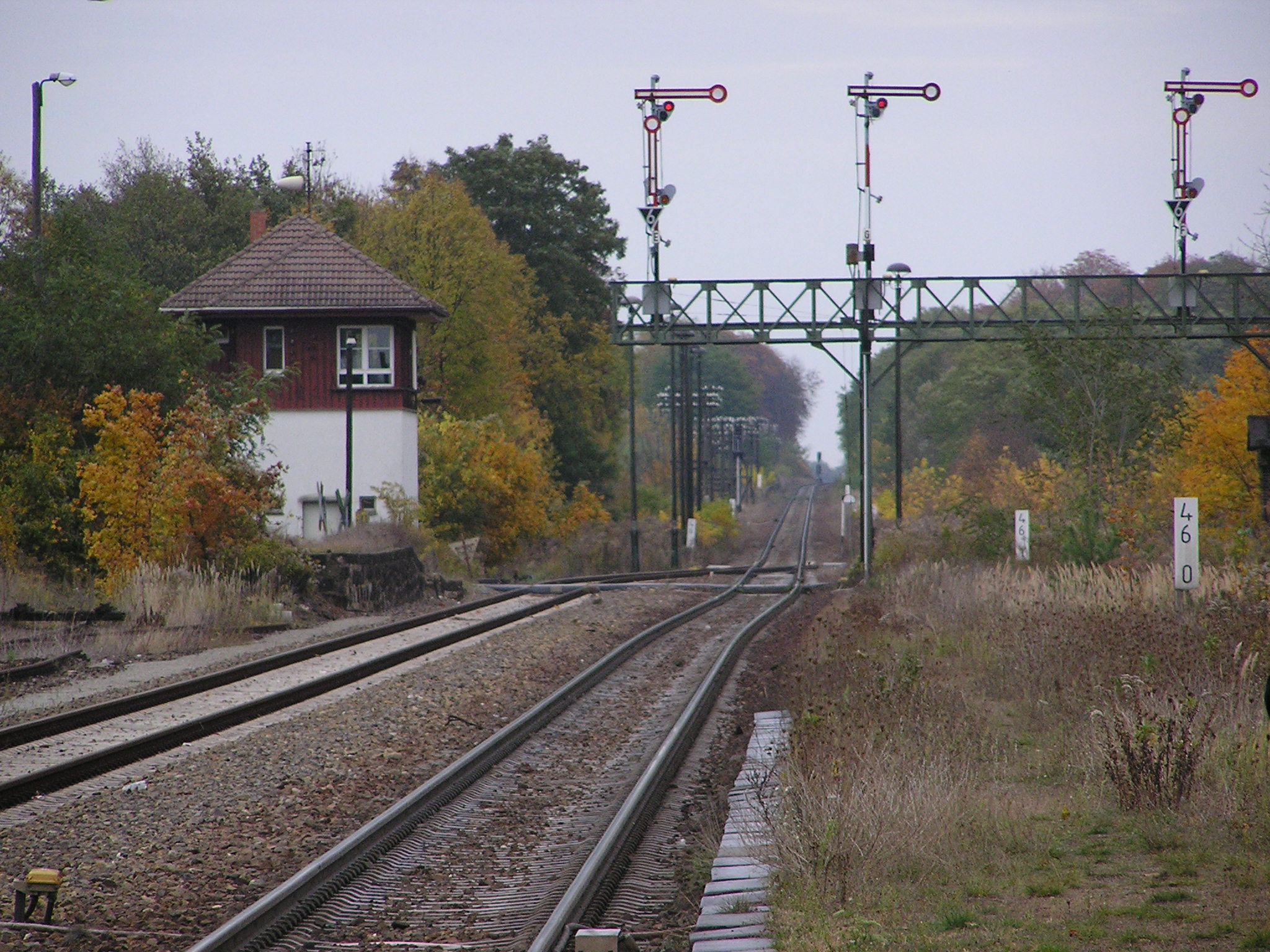
ミュンヒェベルク駅付近

ベルリンからポーランドとの国境のキュストリン・キーツに至るまでの区間の長距離線はソビエト連邦への賠償のために単線化された。再複線化が行われたのはトレブニッツ - ゼーロウ＝グーゾウ間およびキュストリン・キーツ - ポーランド国境間のみである。電化はされておらず、列車はニーダーバルニム鉄道によって運営されている。2006年12月10日にはボンバルディア・タレントのディーゼル車の運行が開始された。同年12月22日には60年ぶりに一部区間の最高時速が120km/hに引き上げられたが、所要時間は変化していない。
ベルリン東駅からシュトラウスベルク駅に至る区間はSバーン5号線が並行している。

### ポーランド
ドイツ国境 - トチェフ間はポーランド国鉄203号線、トチェフ - マルボルク間は同9号線、マルボルク - ロシア国境間は同204号線である。
コストシン - ピワ間は複線、ピワ - グトヴィエツ間は単線である。グトヴィエツ - ボガチェヴォ間は現在再複線化工事中である。ボガチェヴォ - ブラニェヴォ（ロシアとの国境駅）間は単線である。エルブロンク - カリーニングラード間は広軌（ロシアゲージ）の線路が標準軌の線路に併設されているが、エルブロンク - ブラニェヴォ間については廃止されており使用不可である。トチェフ - ボガチェヴォ間については電化されている。都市から離れた人口が希薄な地域を経由することから輸送量は少ない。

### ロシア

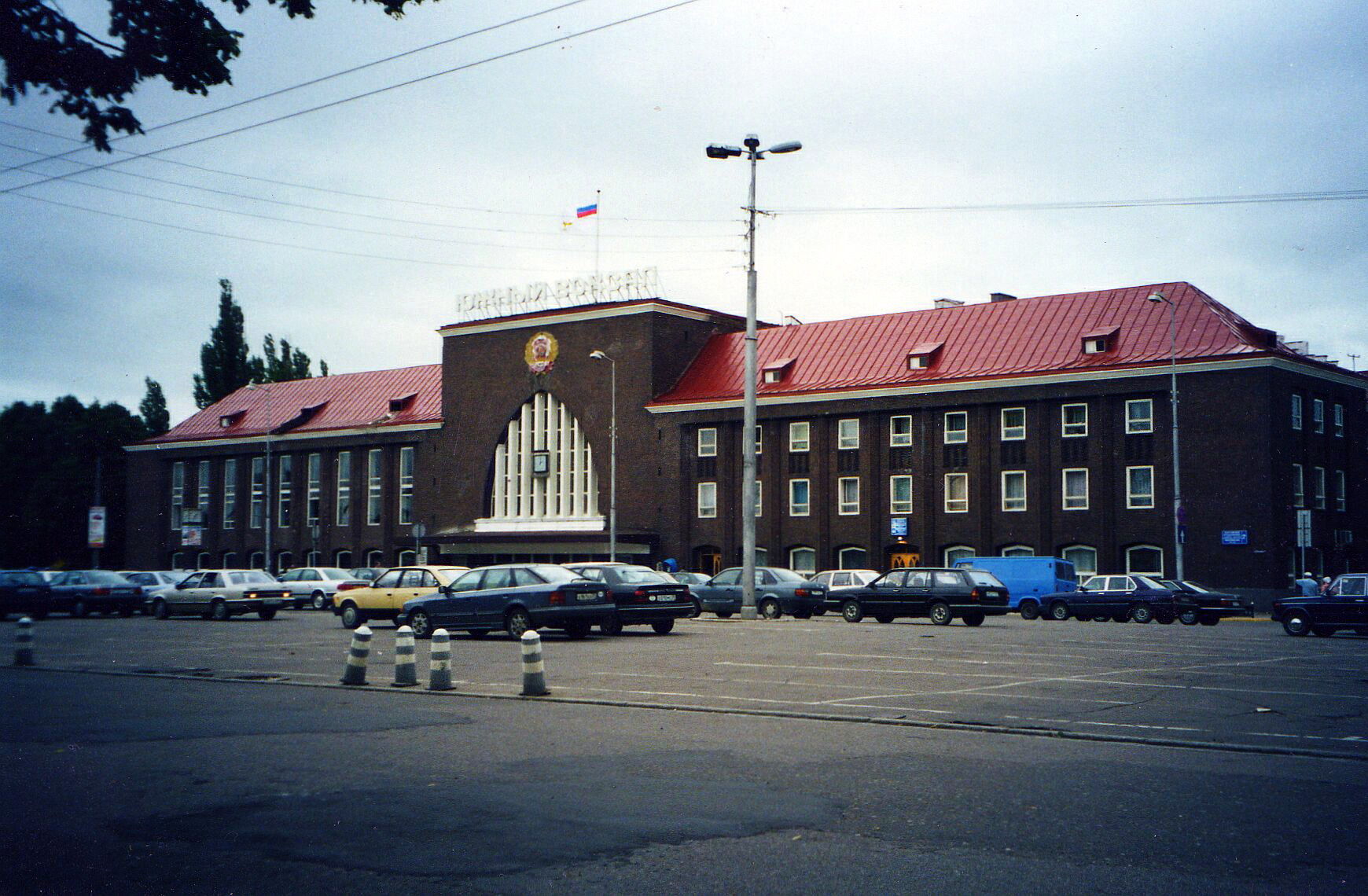
カリーニングラード南駅（旧ケーニヒスベルク中央駅）

カリーニングラード - チェルニシェフスコエ（リトアニアとの国境駅） - キーバルタイ（リトアニア領）間はカリーニングラードからロシア本土への回廊列車が運行される重要路線である。カリーニングラード鉄道支社に属し、ロシアゲージに改軌された。現在のリトアニアとの国境管理駅はネステロフである。リトアニアがソビエト連邦に併合された後に国境管理機能が必要なくなったことからチェルニシェフスコエ駅が廃止された。ロシア鉄道は現在ネステロフ駅が容量不足であることから国境駅としてチェルニシェフスコエを復活させる計画が存在する。マモノヴォからカリーニングラードの手前までの区間は広軌（ロシアゲージ） と、かつて使用されていた標準軌の両方が併設されている。広軌の線路は西からカリーニングラード南駅（旧ケーニヒスベルク中央駅）への伝統的なルートを経由する一方、標準軌は南にそれて東から同駅に到達する。